# Minuci Rufus
Minuci Rufus (llatí: Minucius Rufus) va ser un magistrat romà del segle i aC. Formava part de la gens Minúcia.
Es va posar al costat de Gneu Pompeu Magne en la segona guerra civil romana i va dirigir amb Lucreci Vespil·ló, un esquadró de 18 vaixells a Òric l'any 48 aC. Probablement és el mateix Minuci que era a Tarent el 49 aC. Va ser pretor el 43 aC i una de les víctimes de les proscripcions d'aquest any.